# 江茂森
江茂森（1901年—1982年），广东茂名人，中華民國教育家、中國國民黨成员，廣州私立珠海大學创始人。

## 生平
江茂森1901年出生於广东省茂名县青山乡霞降村（今广东省茂名市高州市大井镇青山村委会霞降村），1929年畢業於廣東大學（今中山大學）數學系。
曾任燕塘軍校少校政治教官、廣東第八路總指揮中校秘書、廣東第一集團軍總司令部軍墾經理處經理（少將級）、廣東省政府物產經理處副經理。歷任軍政要職，尤得前廣東省主席陳濟棠將軍所器重，為廣州私立珠海大學創辦人之一。
1936年任香港德明中學校長、高州德明中學董事長，1947年任珠海大學董事，1948年任海南特別區行政長官公署財政處長，1953年創辦香港大同中學任董事長兼校長，1961年兼任香港珠海書院副校長、1967年繼任珠海書院監督兼校長等職。
1978年斥資重編「廣東文徵」六巨冊，對嶺南文獻之保存與流播，饒有貢獻，1977年由長子繼任珠海書院校長，只繼續任監督一職，1980年11月正式榮休。同年，獲中華民國僑務委員會贈以「海光獎章」，並獲聘為中國國民黨黨務顧問。
1982年於香港病逝，享年八十一歲，國民黨中央頒令以黨旗蓋棺。1983年1月中華民國總統蔣經國以其「忠貞愛國，致力僑教，保存優良傳統文化，貢獻良多」，特頒褒揚令，並將生平事蹟宣付國史館。

## 家庭
江茂森有子女七人：
- 長女江方璧，畢業於廣東省文理學院，曾在大同中學任重要職務。其夫婿古茂建先生，是大同中學第二任校長；其女兒古穎慈曾任珠海學院學生事務長、校務委員會委員和副校長（行政）。
- 長子江可伯，留學美國獲威士丁堡大學法學士及華盛頓州立大學商學士，曾任東華三院總理及博愛醫院總理，曾任珠海學院校董會主席，現為校董會永遠榮譽主席兼委員。
- 二女江珍壁，獲美國華盛頓州立大學碩士學位，移民美國定居紐約市。
- 三女江梅壁，獲美國密芝根大學碩士學位，現任珠海學院校董會及校務委員會委員。
- 四女江瓊壁及五女江彤壁，均留學美國，旅居加州。
- 幼子江佑伯，得美國博士學位，曾任珠海書院資訊科學學系系主任、珠海學院副校長，2014年逝世。

## 商業
與世交陳維周（陳濟棠兄長）在香港共同擁有鷹馳實業（超越集團前身，0147.HK），二零零八年長子江可伯已將大部分股份出售。
江氏家族另持有安達財務控股有限公司及上市飲食集團。